# 日本福祉整体学院
日本福祉整体学院（にほんふくしせいたいがくいん）は、熊本県で整体・アロマセラピー・タイ古式マッサージ・カイロプラクティックの教育を行う学校である。

## 設置学科
- 整体プロフェッショナル科
- 介護整体科
- アロマ整体科
- アロマセラピー科
- タイ古式マッサージ科